# Argyrodella pusilla
Genre
Espèce
Synonymes
- Argyrodes pusillus Saaristo, 1978

Statut de conservation UICN

 VU B1ab(iii)+2ab(iii) : Vulnérable
Argyrodella pusilla, unique représentant du genre Argyrodella, est une espèce d'araignées aranéomorphes de la famille des Theridiidae.

## Distribution
Cette espèce est endémique des Seychelles. Elle se rencontre sur Mahé et Silhouette.

## Description
La carapace du mâle holotype mesure 0,8 mm.
Le mâle décrit par Roberts en 1978 mesure 1,68 mm.

## Systématique et taxinomie
Cette espèce a été décrite sous le protonyme Argyrodes pusillus par Saaristo en 1978. Elle est placée dans le genre Argyrodella par Saaristo en 2006.

## Publications originales
- Saaristo, 1978 : « Spiders (Arachnida, Araneae) from the Seychelle islands, with notes on taxonomy. » Annales Zoologici Fennici, vol. 15, p. 99-126.
- Saaristo, 2006 : « Theridiid or cobweb spiders of the granitic Seychelles islands (Araneae, Theridiidae). » Phelsuma, vol. 14, p. 49-89.